# Refracción

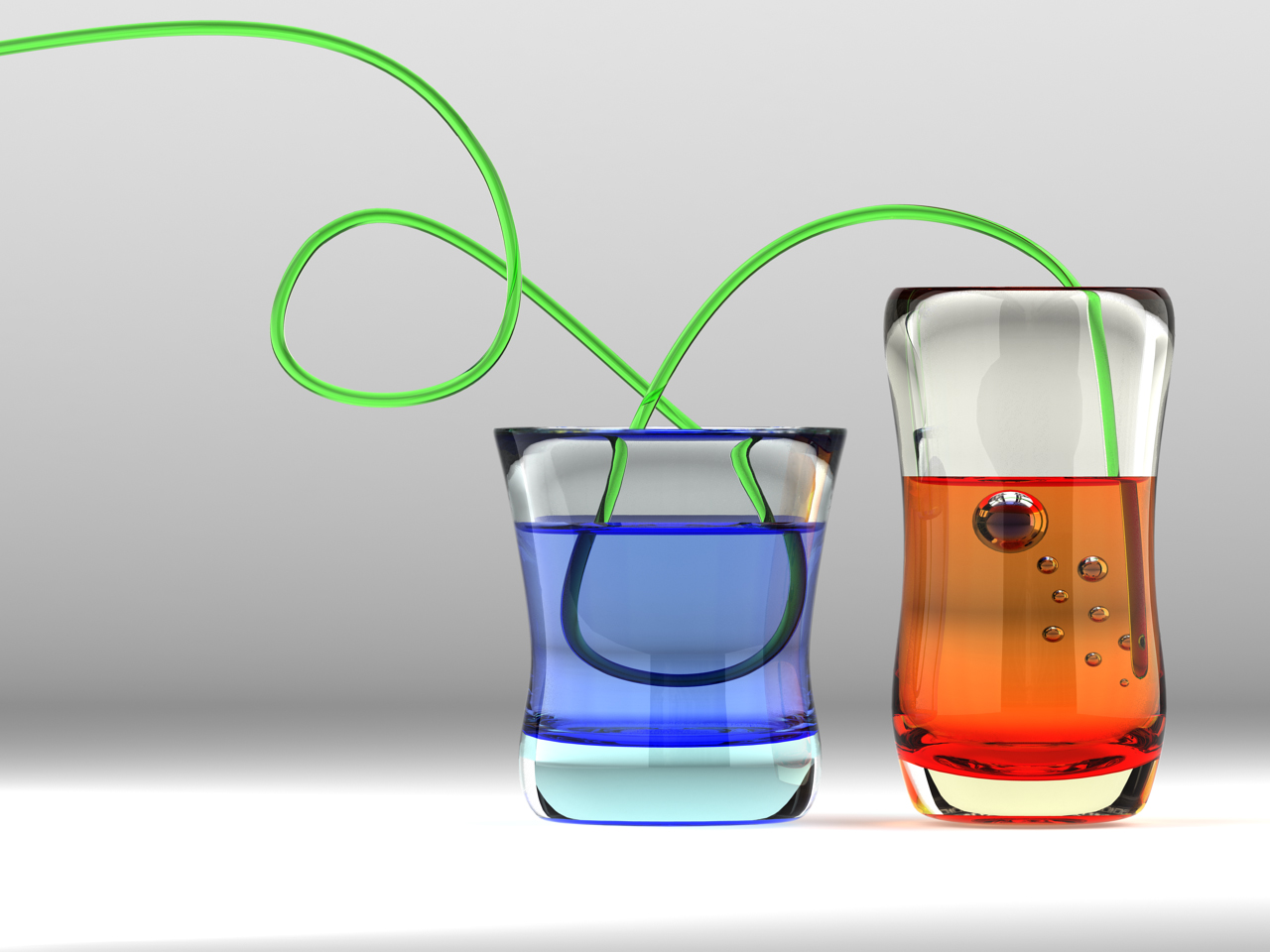
Refracción de la luz en diversos recipientes.

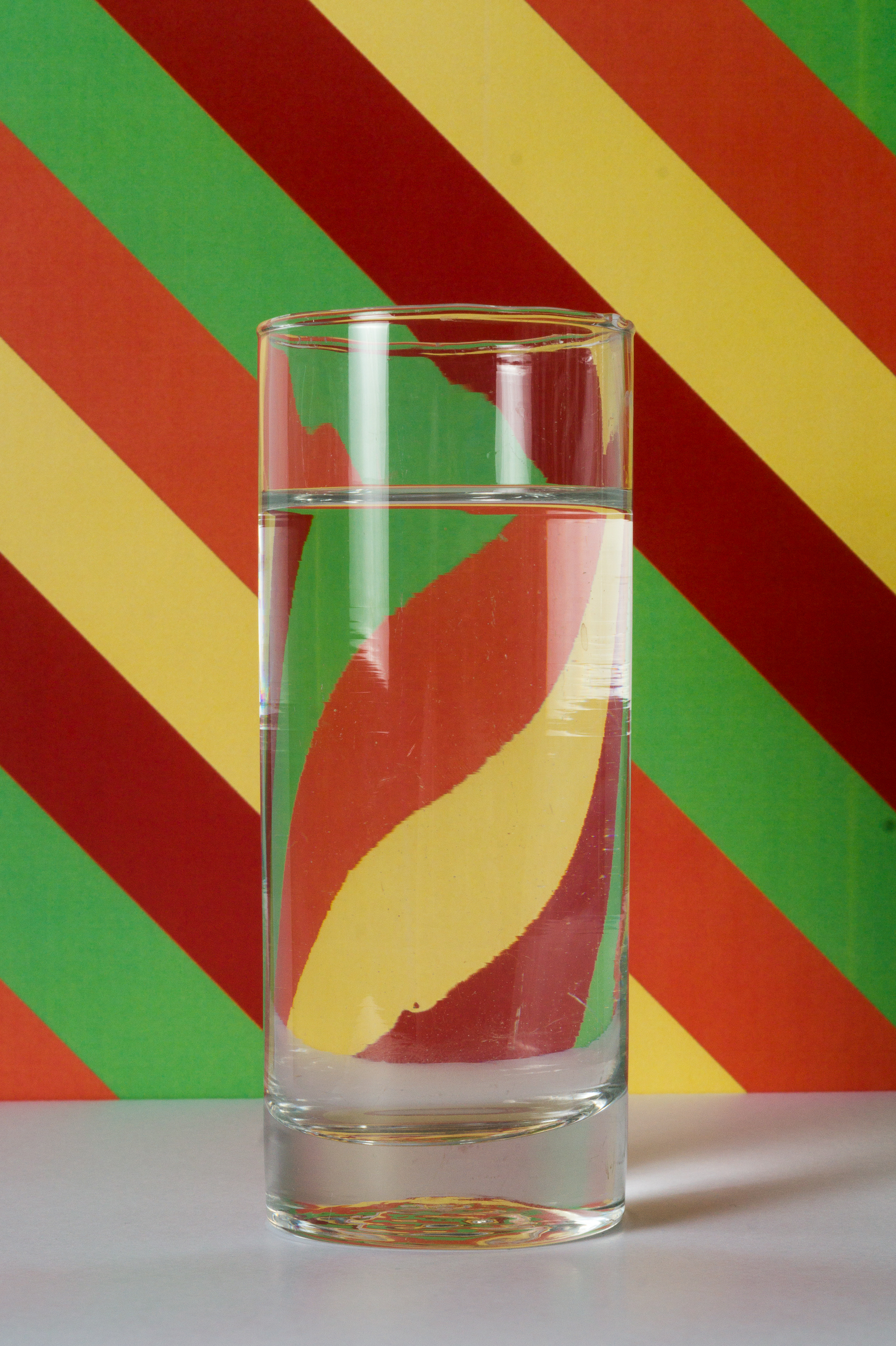
Refracción.

Refracción de la luz en la interfaz entre dos medios de diferentes índices de refracción, con n_{2} > n_{1}. Como la velocidad de fase es menor en el segundo medio (v_{2} < v_{1}), el ángulo de refracción θ_{2} es menor que el ángulo de incidencia θ_{1}; es decir, el rayo en el medio de mayor índice está más cerca de la normal.

La refracción es el cambio de dirección y velocidad que experimenta una onda de luz al pasar de un medio a otro, ya sea líquido o gaseoso, con distinto índice refractivo. Solo se produce si la onda incide oblicuamente sobre la superficie de separación de los dos medios y si estos tienen índices de refracción distintos. La refracción se origina en el cambio de velocidad de propagación de la onda señalada.
Un ejemplo de este fenómeno se ve cuando se sumerge un lápiz en un vaso con agua: el lápiz parece quebrado. También se produce refracción cuando la luz atraviesa capas de aire a distinta temperatura, de la que depende el índice de refracción. Los espejismos son producidos por un caso extremo de refracción, denominado reflexión total. Aunque el fenómeno de la refracción se observa frecuentemente en ondas electromagnéticas como la luz, el concepto es aplicable a cualquier tipo de onda.
Para la luz, la refracción sigue la ley de Snell, que establece que, para un par dado de medios, la relación de los senos del ángulo de incidencia θ1 y el  ángulo de refracción θ2 es igual a la relación de velocidades de fase (v1 / v2) en los dos medios, o de manera equivalente, a los índices de refracción (n2 / n1) de los dos medios.
{\displaystyle {\frac {\sin \theta _{1}}{\sin \theta _{2}}}={\frac {v_{1}}{v_{2}}}={\frac {n_{2}}{n_{1}}}}
Los prismas ópticos y lentes utilizan la refracción para redirigir la luz, al igual que el ojo humano. El índice de refracción de los materiales varía con la longitud de onda de la luz, y así el ángulo de la refracción también varía correspondientemente. Esto se llama dispersión y hace que prismas y arco iris dividan la luz blanca en sus colores espectrales constituyentes.

## Explicación física

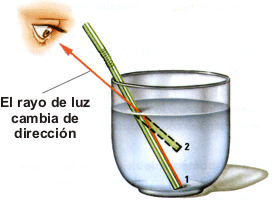
Refracción (explicación).

Esta desviación en la dirección de propagación se explica por medio de la ley de Snell. Sin embargo, el descubrimiento de un manuscrito revela que el árabe Ibn Sahl (matemático) había llegado a las mismas conclusiones que el neerlandés seis siglos antes (entre los años 983 y 985). Esta ley, así como la refracción en medios no homogéneos, es consecuencia del principio de Fermat, que indica que la luz se propaga entre dos puntos siguiendo la trayectoria de recorrido óptico de menor tiempo.

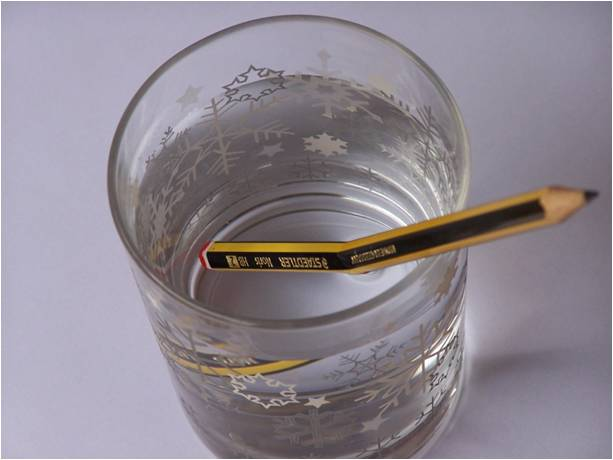
Lápiz "quebrado" debido a la refracción.

Por otro lado, la velocidad de la penetración de la luz en un medio distinto del vacío está en relación con la longitud de la onda y, cuando un haz de luz blanca pasa de un medio a otro, cada color sufre una ligera desviación. Este fenómeno es conocido como dispersión de la luz. Por ejemplo, al llegar a un medio más denso, las ondas más cortas pierden velocidad sobre las largas (p. ej., cuando la luz blanca atraviesa un prisma).
En la refracción se cumplen las leyes deducidas por Huygens que rigen todo el movimiento ondulatorio:
- El rayo incidente, el reflejado y el refractado se encuentran en el mismo plano.
- Los ángulos de incidencia y reflexión son iguales, entendiendo por tales los que forman respectivamente el rayo incidente y el reflejado con la perpendicular (llamada normal) a la superficie de separación trazada en el punto de incidencia.

#### Explicación de la ralentización de la luz en un medio
La velocidad de la luz depende del medio por el que viaje, por lo que es más lenta cuanto más denso sea el material y viceversa. Por ello, cuando la luz pasa de un medio menos denso (aire) a otro más denso (cristal), el rayo de luz es refractado acercándose a la normal y por tanto, el ángulo de refracción será más pequeño que el ángulo de incidencia. Del mismo modo, si el rayo de luz pasa de un medio más denso a uno menos denso, será refractado alejándose de la normal y, por tanto, el ángulo de incidencia será menor que el de refracción.
Así podemos decir que la refracción es el cambio de dirección de la propagación que experimenta la luz al pasar de un medio a otro. 
Como se ha descrito anteriormente, la velocidad de la luz es más lenta en un medio distinto del vacío. Esta ralentización se aplica a cualquier medio como el aire, el agua o el vidrio, y es responsable de fenómenos como la refracción. Cuando la luz abandona el medio y vuelve al vacío, e ignorando cualquier efecto de la gravedad, su velocidad vuelve a ser la velocidad habitual de la luz en el vacío, c.
Las explicaciones habituales de esta ralentización, basadas en la idea de que la luz se dispersa o es absorbida y reemitida por los átomos, son incorrectas. Estas explicaciones provocarían un efecto "borroso" en la luz resultante, ya que esta dejaría de viajar en una sola dirección. Pero este efecto no se ve en la naturaleza.
Una explicación correcta se basa en la naturaleza de la luz como onda electromagnética. Debido a que la luz es una onda eléctrica/magnética oscilante, la luz que viaja en un medio hace que los electrones cargados eléctricamente del material también oscilen. (Los protones del material también oscilan, pero como son unas 2000 veces más masivos, su movimiento y, por tanto, su efecto, es mucho menor). Una carga eléctrica en movimiento emite ondas electromagnéticas propias. Las ondas electromagnéticas emitidas por los electrones oscilantes, interactúan con las ondas electromagnéticas que componen la luz original, de forma similar a las ondas de agua en un estanque, proceso conocido como interferencia constructiva. Cuando dos ondas interfieren de esta manera, la onda "combinada" resultante puede tener paquetes de ondas que pasan a un observador a una velocidad más lenta. La luz se ha ralentizado. Cuando la luz abandona el material, ya no se produce esta interacción con los electrones, por lo que la velocidad de los paquetes de ondas (y, por tanto, su velocidad) vuelve a la normalidad.

#### Explicación de la curvatura de la luz al entrar y salir de un medio
Consideremos una onda que va de un material a otro donde su velocidad es menor, como en la figura. Si alcanza la interfaz entre los materiales en ángulo, un lado de la onda llegará primero al segundo material y, por lo tanto, disminuirá su velocidad antes. Si un lado de la onda va más despacio, toda la onda pivotará hacia ese lado. Esta es la razón por la que una onda se doblará alejándose de la superficie o hacia la normal cuando entre en un material más lento. En el caso contrario de una onda que llega a un material donde la velocidad es mayor, un lado de la onda se acelerará y la onda pivotará alejándose de ese lado.
Otra forma de entender lo mismo es considerar el cambio de longitud de onda en la interfaz. Cuando la onda pasa de un material a otro donde la onda tiene una velocidad diferente v, la frecuencia f de la onda permanecerá igual, pero la distancia entre frente de ondas o longitud de onda λ=v/f cambiará. Si la velocidad disminuye, como en la figura de la derecha, la longitud de onda también disminuirá. Con un ángulo entre los frentes de onda y la interfase y el cambio en la distancia entre los frentes de onda, el ángulo debe cambiar sobre la interfase para mantener los frentes de onda intactos. A partir de estas consideraciones se puede deducir la relación entre el  ángulo de incidencia θ1, el ángulo de transmisión θ2 y las velocidades de onda v1 y v2 en los dos materiales. Esta es la ley de refracción o ley de Snell y se puede escribir como
{\displaystyle {\frac {\sin \theta _{1}}{\sin \theta _{2}}}={\frac {v_{1}}{v_{2}}}}.
El fenómeno de la refracción puede deducirse de forma más fundamental de la ecuación de onda bidimensional o tridimensional. ¡La condición de contorno en la interfaz requerirá entonces que la componente tangencial del vector de onda sea idéntica a ambos lados de la interfaz. Como la magnitud del vector de onda depende de la velocidad de onda, esto requiere un cambio en la dirección del vector de onda.
La velocidad de onda relevante en la discusión anterior es la velocidad de fase de la onda. Suele estar próxima a la velocidad de grupo, que puede verse como la verdadera velocidad de una onda, pero cuando difieren es importante utilizar la velocidad de fase en todos los cálculos relacionados con la refracción.
Una onda que viaja perpendicular a una frontera, es decir, que tiene sus frentes de onda paralelos a la frontera, no cambiará de dirección aunque cambie la velocidad de la onda.

## Índice de refracción
Es la relación entre la velocidad de propagación de la onda en un medio de referencia (por ejemplo el vacío para las ondas electromagnéticas) y su velocidad en el medio del que se trate (siguiendo con el ejemplo de las ondas electromagnéticas, el índice de refracción n viene dado por n=c/v donde  c es la velocidad de la luz en el vacío y v la velocidad de la luz en el medio). 

Ángulo crítico: cualquier rayo que incida con un ángulo θ_{1} mayor al ángulo crítico θ_{c} correspondiente a ese par de sustancias, se reflejará en la interfaz en lugar de refractarse.

## Refracción de ondas de radio
El fenómeno de la refracción se observa en todo tipo de ondas. En el caso de las ondas de radio, la refracción es especialmente importante en la ionosfera, en la que se producen una serie continua de refracciones que permiten a las ondas de radio viajar de un punto del planeta a otro.

## Refracción de ondas sísmicas
Otro ejemplo de refracción no ligado a ondas electromagnéticas es el de las ondas sísmicas.
La velocidad de propagación de las ondas sísmicas depende de la densidad del medio de propagación y, por lo tanto, de la profundidad y de la composición de la región atravesada por las ondas. Se producen fenómenos de refracción en los siguientes casos:
- Refracción entre la transición entre dos capas geológicas, especialmente entre el manto terrestre y el núcleo de la Tierra.
- En el manto, por pequeñas desviaciones de la densidad entre capas ascendentes menos densas y descendentes, más densas.

## Ley de refracción (Ley de Snell)
Entonces la relación entre el seno del ángulo de incidencia y el seno del ángulo de refracción es igual a la razón entre la velocidad de la onda en el primer medio y la velocidad de la onda en el segundo medio, o bien puede entenderse como el producto del índice de refracción del primer medio por el seno del ángulo de incidencia es igual al producto del índice de refracción del segundo medio por el seno del ángulo de refracción, esto es: 

{\displaystyle n_{1}\operatorname {sen} \theta _{1}=n_{2}\operatorname {sen} \theta _{2}\ }

- {\displaystyle n_{1}}: índice de refracción del primer medio
- {\displaystyle \theta _{1}}: ángulo de incidencia
- {\displaystyle n_{2}}: índice de refracción del segundo medio
- {\displaystyle \theta _{2}}: ángulo de refracción

|  |  |

### Dispersión
La refracción también es responsable del arco iris y de la división de la luz blanca en un espectro arco iris cuando atraviesa un prisma de vidrio. El vidrio tiene un índice de refracción superior al del aire. Cuando un haz de luz blanca pasa del aire a un material cuyo índice de refracción varía con la frecuencia, se produce un fenómeno conocido como dispersión, en el que los distintos componentes coloreados de la luz blanca se refractan en ángulos diferentes, es decir, se curvan en distinta medida en la interfaz, de modo que se separan. Los distintos colores corresponden a distintas frecuencias.

### Refracción atmosférica
.

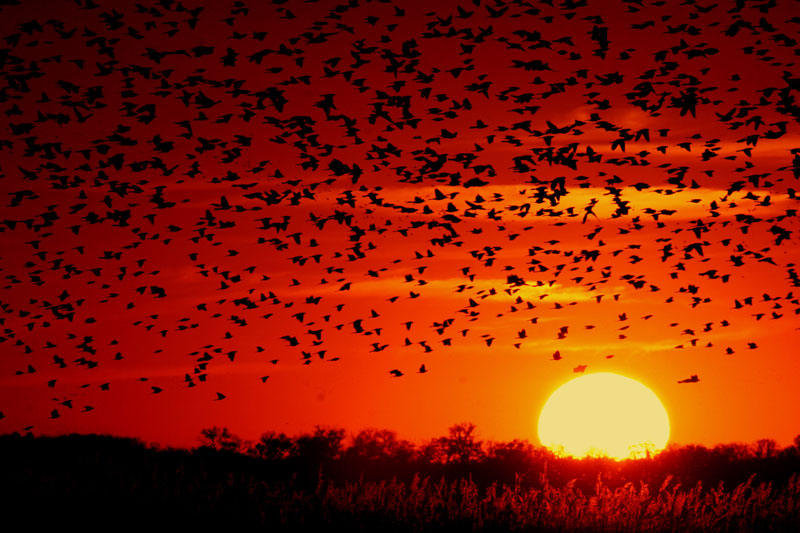
El sol aparece ligeramente achatado cuando está cerca del horizonte debido a la refracción en la atmósfera

El índice de refracción del aire depende de la densidad del aire y, por tanto, varía con la temperatura y la presión del aire. Como la presión es menor a mayor altitud, el índice de refracción también es menor, lo que hace que los rayos de luz se refracten hacia la superficie terrestre cuando recorren largas distancias a través de la atmósfera. Esto desplaza ligeramente las posiciones aparentes de las estrellas cuando están cerca del horizonte y hace que el sol sea visible antes de que se eleve geométricamente sobre el horizonte durante un amanecer.
.

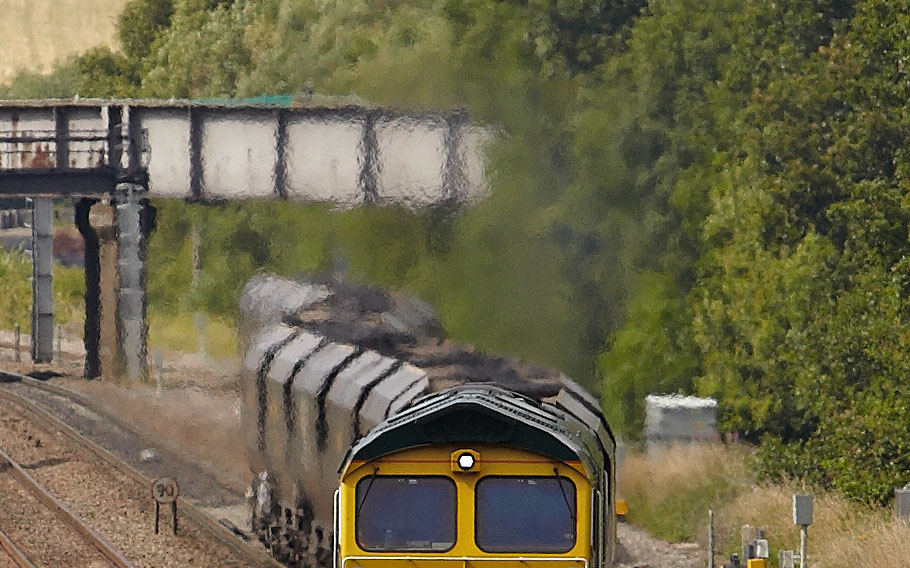
Heat haze en el escape de un motor sobre una locomotora diesel

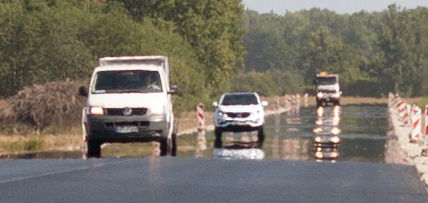
Espejismo sobre una carretera caliente

Las variaciones de temperatura en el aire también pueden provocar la refracción de la luz. Esto puede verse como una neblina de calor cuando se mezcla aire caliente y frío, por ejemplo, sobre un fuego, en el escape de un motor o al abrir una ventana en un día frío. Esto hace que los objetos vistos a través del aire mezclado parezcan brillar o moverse aleatoriamente a medida que el aire caliente y frío se mueve. Este efecto también es visible por las variaciones normales de la temperatura del aire durante un día soleado cuando se utilizan teleobjetivoses de gran aumento y suele limitar la calidad de la imagen en estos casos.
¡ De forma similar, la turbulencia atmosférica da distorsiones rápidamente variables en las imágenes de los telescopios astronómicos limitando la resolución de los telescopios terrestres que no utilizan óptica adaptativa u otras técnicas para superar estas distorsiones atmosféricas.
.
Las variaciones de temperatura del aire cerca de la superficie pueden dar lugar a otros fenómenos ópticos, como espejismos y Fata Morgana. Lo más habitual es que el aire calentado por una carretera caliente en un día soleado desvíe la luz que se aproxima en un ángulo poco pronunciado hacia el observador. Esto hace que la carretera parezca reflectante, dando una ilusión de agua cubriendo la carretera.

### Significado clínico
En medicina, en particular optometría, oftalmología y ortóptica, la refracción (también conocida como refractometría) es una prueba clínica en la que un foróptero puede ser utilizado por el profesional de la visión adecuado para determinar el error de refracción del ojo y las mejores  lentes correctoras a prescribir. Se presentan una serie de lentes de prueba de potencia ópticas o distancia focals graduadas para determinar cuál proporciona la visión más nítida y clara.